# Verband der Bayerischen Energie und Wasserwirtschaft
Der Verband der Bayerischen Energie und Wasserwirtschaft e. V., abgekürzt VBEW, ist ein deutscher Branchenverband mit Sitz in München und vertritt im Bundesland Bayern Unternehmen im Bereich Energie und Wasser.

## Geschichte
Im Jahr 1919 als Verband Bayerischer Elektrizitätswerke gegründet. Heute vertritt die VBEW rund 400 bayerische Energie- und Wasserversorger. Man vertritt in der Öffentlichkeit und Politik einen gemeinsamen Kurs und arbeitet auf eine stabile und nachhaltige Energie- und Wasserversorgung hin.
Der VBEW ist dem Bundesverband der Energie- und Wasserwirtschaft als eine deren Landesorganisationen untergeordnet.

## Ziele und Positionen
Die VBEW versucht die Stromerzeugung weitestgehend auf regenerative Energiequellen umzustellen und zukunftssicher zu machen. Folglich möchte man für künftige Generationen ein stabiles und bezahlbares Versorgungsnetz sicherstellen. Ziele bei der Trinkwasserversorgung sind ein nachhaltiger Umgang mit der Ressource und die Sicherheit der Wasserentsorgung.

## Versorgungsgebiete
- Energiewirtschaft
- Stromwirtschaft
- Erdgaswirtschaft
- Wasserwirtschaft
- Mobilität
- Gaswirtschaft
- Fernwärmewirtschaft
- Abwasserwirtschaft

## Vorsitzende
- 2009–2011: Claus Gebhardt[7]
- 2011–2013: Norbert Breidenbach[8]
- 2013–2019: Wolfgang Brandl[9]
- seit 2019: Klaus Steiner[10]

## Mitglieder (Auswahl)
Sie betreiben etwa 250 Kraftwerke mit einem rund 300.000 Kilometer langen Leitungsnetz verschiedener Spannungsebenen.
- Allgäuer Überlandwerk
- Bayernwerk
- Energie Südbayern
- Ferngas Nordbayern
- Infra Fürth
- Lechwerke
- Mittlere Donau Kraftwerke
- REWAG
- Stadtwerke Augsburg
- Stadtwerke Eichstätt
- Stadtwerke München
- Stadtwerke Straubing
- Thüga
- Würzburger Versorgungs- und Verkehrs-GmbH

## Auszeichnungen und Preise
Der Verband der Bayerischen Energie und Wasserwirtschaft e. V. ist Mitglied in der Jury des Bayerischen Energiepreis.
- 2015: Plakette „Gestalter der Energiewende“ durch Ilse Aigner